# Fábio Silva de Freitas
Fábio Silva de Freitas (Natal, Estado, Brasil, 9 de abril de 2002), conocido como Fabinho, es un futbolista brasilero. Juega de pivote y su equipo actual es Red Bull Bragantino de la Serie A de Brasil.

## Trayectoria
Debutó como profesional el 3 de marzo de 2021, el entrenador Abel Ferreira lo hizo ingresar al minuto 81 para enfrentar a Corinthians y empataron 2-2 en el Neo Química Arena. Disputó su primer encuentro oficial con 19 años y la camiseta número 43.
El 15 de marzo de 2025 fue anunciado su fichaje por Red Bull Bragantino, firmó contrato hasta finales de 2029, dejó Palmeiras con 90 partidos jugados.

## Selección nacional
Ha sido internacional con la selección de fútbol de Brasil en la categoría juvenil sub-17.

## Estadísticas
Actualizado al último partido disputado el 16 de abril de 2025.
| Club                      | Div.          | Temporada     | Liga  | Liga  | Liga   | Estatal | Estatal | Estatal | Copas nacionales | Copas nacionales | Copas nacionales | Copas internacionales | Copas internacionales | Copas internacionales | Total | Total | Total  |
| Club                      | Div.          | Temporada     | Part. | Goles | Asist. | Part.   | Goles   | Asist.  | Part.            | Goles            | Asist.           | Part.                 | Goles                 | Asist.                | Part. | Goles | Asist. |
| ------------------------- | ------------- | ------------- | ----- | ----- | ------ | ------- | ------- | ------- | ---------------- | ---------------- | ---------------- | --------------------- | --------------------- | --------------------- | ----- | ----- | ------ |
| S. E. Palmeiras · Brasil  | 1.ª           | 2021          | 3     | 0     | 0      | 8       | 0       | 0       | 0                | 0                | 0                | 0                     | 0                     | 0                     | 11    | 0     | 0      |
| S. E. Palmeiras · Brasil  | 1.ª           | 2022          | 4     | 0     | 0      | 0       | 0       | 0       | 0                | 0                | 0                | 2                     | 0                     | 0                     | 6     | 0     | 0      |
| S. E. Palmeiras · Brasil  | 1.ª           | 2023          | 24    | 0     | 0      | 8       | 0       | 0       | 2                | 0                | 0                | 6                     | 0                     | 0                     | 40    | 0     | 0      |
| S. E. Palmeiras · Brasil  | 1.ª           | 2024          | 19    | 1     | 0      | 5       | 0       | 0       | 1                | 0                | 0                | 1                     | 0                     | 0                     | 26    | 1     | 0      |
| S. E. Palmeiras · Brasil  | 1.ª           | 2025          | -     | -     | -      | 7       | 0       | 0       | -                | -                | -                | -                     | -                     | -                     | 7     | 0     | 0      |
| S. E. Palmeiras · Brasil  | Total club    | Total club    | 50    | 1     | 0      | 28      | 0       | 0       | 3                | 0                | 0                | 9                     | 0                     | 0                     | 90    | 1     | 0      |
| R. B. Bragantino · Brasil | 1.ª           | 2025          | 2     | 0     | 0      | -       | -       | -       | 0                | 0                | 0                | 0                     | 0                     | 0                     | 2     | 0     | 0      |
| R. B. Bragantino · Brasil | Total club    | Total club    | 2     | 0     | 0      | 0       | 0       | 0       | 0                | 0                | 0                | 0                     | 0                     | 0                     | 2     | 0     | 0      |
| Total carrera             | Total carrera | Total carrera | 52    | 1     | 0      | 28      | 0       | 0       | 3                | 0                | 0                | 9                     | 0                     | 0                     | 92    | 1     | 0      |
| 1. 2.                     |               |               |       |       |        |         |         |         |                  |                  |                  |                       |                       |                       |       |       |        |

## Palmarés

### Títulos regionales
| Título              | Equipo          | País   | Año  |
| ------------------- | --------------- | ------ | ---- |
| Campeonato Paulista | S. E. Palmeiras | Brasil | 2022 |
| Campeonato Paulista | S. E. Palmeiras | Brasil | 2023 |
| Campeonato Paulista | S. E. Palmeiras | Brasil | 2024 |

### Títulos nacionales
| Título                          | Equipo          | País   | Año  |
| ------------------------------- | --------------- | ------ | ---- |
| Campeonato Brasileño de Serie A | S. E. Palmeiras | Brasil | 2022 |
| Campeonato Brasileño de Serie A | S. E. Palmeiras | Brasil | 2023 |

### Títulos internacionales
| Título            | Equipo          | Sede    | Año  |
| ----------------- | --------------- | ------- | ---- |
| Copa Libertadores | S. E. Palmeiras | Uruguay | 2021 |